# Evoluzione del collegio cardinalizio durante il pontificato di Benedetto XV
Di seguito è riportata l'evoluzione del collegio cardinalizio durante il pontificato di Benedetto XV (3 settembre 1914-22 gennaio 1922) e la successiva sede vacante (22 gennaio 1922-6 febbraio 1922).

## Evoluzione in sintesi
Dopo l'elezione del cardinale Giacomo della Chiesa, il collegio dei cardinali era costituito da 64 cardinali.

Benedetto XV ha creato 32 cardinali in 5 concistori.

Durante il suo pontificato sono deceduti 35 cardinali; 1 cardinale è deceduto durante la sede vacante.
| Data                                    | Avvenimento                                                | Totale |
| --------------------------------------- | ---------------------------------------------------------- | ------ |
| 3 settembre 1914                        | Elezione del cardinale Giacomo della Chiesa (Benedetto XV) | 64     |
| dal 10 ottobre 1914 al 21 dicembre 1921 | Cardinali creati                                           | +32    |
| dal 10 ottobre 1914 al 21 dicembre 1921 | Cardinali deceduti                                         | -35    |
| 22 gennaio 1922                         | Morte di papa Benedetto XV                                 | 61     |
| 22 gennaio 1922                         | Morte del cardinale Enrique Almaraz y Santos               | 60     |
| 6 febbraio 1922                         | Elezione del cardinale Achille Ratti (Pio XI)              | 59     |

## Composizione per paese d'origine
Fra il conclave del 1914 e il conclave del 1922, la composizione del collegio per paese d'origine dei cardinali è rimasta praticamente invariata: gli italiani rappresentavano ca. il 50% dei componenti con una presenza di non europei poco significativa.
| Paese            | 1914 | 1922 |
| ---------------- | ---- | ---- |
| Brasile          | 1    | 1    |
| Canada           | 1    | 1    |
| Stati Uniti      | 3    | 2    |
| Totale America   | 5    | 4    |
| Austria          |      | 2    |
| Austria-Ungheria | 6    |      |
| Belgio           | 1    | 1    |
| Cecoslovacchia   |      | 1    |
| Francia          | 7    | 5    |
| Germania         | 2    | 3    |
| Paesi Bassi      | 1    | 1    |
| Polonia          |      | 2    |
| Italia           | 33   | 31   |
| Portogallo       | 2    | 1    |
| Regno Unito      | 3    | 3    |
| Spagna           | 5    | 5    |
| Ungheria         |      | 1    |
| Totale Europa    | 60   | 56   |
| Totale           | 65   | 60   |

## Composizione per concistoro
In conseguenza della diversa durata dei pontificati di Pio X e di Benedetto XV, nei conclavi successivi alla loro morte, i cardinali creati dai precedenti pontefici erano quasi un terzo (21 su 65) nel 1914 e oltre la metà nel 1922.
| Concistoro             | 1914 | 1922 |
| ---------------------- | ---- | ---- |
| Marzo 1884             | 1    |      |
| Giugno 1886            | 1    |      |
| Marzo 1887             | 1    |      |
| Dicembre 1889          | 1    | 1    |
| Gennaio 1893           | 3    | 1    |
| Maggio 1894            | 1    |      |
| Novembre 1895          | 1    |      |
| Giugno 1896            | 2    |      |
| Novembre 1896          | 1    | 1    |
| Aprile 1897            | 1    | 1    |
| Giugno 1899            | 4    | 2    |
| Aprile 1901            | 4    | 2    |
| Creati da Leone XIII   | 21   | 8    |
| Novembre 1903          | 1    | 1    |
| Dicembre 1905          | 2    | 2    |
| Aprile 1907            | 6    | 3    |
| Dicembre 1907          | 4    | 4    |
| Novembre 1911          | 17   | 9    |
| Dicembre 1912          | 1    |      |
| Maggio 1914            | 13   | 5    |
| Creati da Pio X        | 44   | 24   |
| Dicembre 1915          |      | 4    |
| Dicembre 1916          |      | 10   |
| Dicembre 1919          |      | 5    |
| Marzo 1921             |      | 6    |
| Giugno 1921            |      | 3    |
| Creati da Benedetto XV |      | 28   |
| Totale                 | 65   | 60   |

## Elenco degli avvenimenti
| Data              | Avvenimento                                                                    | Paese              | Cardinali |
| ----------------- | ------------------------------------------------------------------------------ | ------------------ | --------- |
| 3 settembre 1914  | Elezione papale del cardinale Giacomo della Chiesa con il nome di Benedetto XV | Città del Vaticano | 64        |
| 10 ottobre 1914   | Morte del cardinale Domenico Ferrata                                           | Italia             | 63        |
| 24 novembre 1914  | Morte del cardinale Aristide Cavallari                                         | Italia             | 62        |
| 1º dicembre 1914  | Morte del cardinale François-Virgile Dubillard                                 | Francia            | 61        |
| 5 dicembre 1914   | Morte del cardinale Angelo Di Pietro                                           | Italia             | 60        |
| 7 febbraio 1915   | Morte del cardinale Scipione Tecchi                                            | Italia             | 59        |
| 19 marzo 1915     | Morte del cardinale Antonio Agliardi                                           | Italia             | 58        |
| 19 agosto 1915    | Morte del cardinale Serafino Vannutelli                                        | Italia             | 57        |
| 3 settembre 1915  | Morte del cardinale Kolos Ferenc Vaszary                                       | Austria-Ungheria   | 56        |
| 15 settembre 1915 | Morte del cardinale Benedetto Lorenzelli                                       | Italia             | 55        |
| 25 novembre 1915  | Morte del cardinale Franziskus von Sales Bauer                                 | Austria-Ungheria   | 54        |
| 6 dicembre 1915   | Concistoro per la creazione di 6 cardinali:                                    | Città del Vaticano | 60        |
| 6 dicembre 1915   | Giulio Tonti                                                                   | Italia             | 60        |
| 6 dicembre 1915   | Alfonso Maria Mistrangelo                                                      | Italia             | 60        |
| 6 dicembre 1915   | Giovanni Cagliero                                                              | Italia             | 60        |
| 6 dicembre 1915   | Andreas Frühwirth                                                              | Germania           | 60        |
| 6 dicembre 1915   | Raffaele Scapinelli di Leguigno                                                | Italia             | 60        |
| 6 dicembre 1915   | Giorgio Gusmini                                                                | Italia             | 60        |
| 19 marzo 1916     | Morte del cardinale Girolamo Maria Gotti                                       | Italia             | 59        |
| 4 maggio 1916     | Morte del cardinale Hector-Irénée Sévin                                        | Francia            | 58        |
| 5 novembre 1916   | Morte del cardinale Francesco Salesio Della Volpe                              | Italia             | 57        |
| 4 dicembre 1916   | Concistoro per la creazione di 10 cardinali e di 1 in pectore:                 | Città del Vaticano | 67        |
| 4 dicembre 1916   | Pietro La Fontaine                                                             | Italia             | 67        |
| 4 dicembre 1916   | Vittorio Amedeo Ranuzzi de' Bianchi                                            | Italia             | 67        |
| 4 dicembre 1916   | Donato Raffaele Sbarretti Tazza                                                | Italia             | 67        |
| 4 dicembre 1916   | Auguste-René-Marie Dubourg                                                     | Francia            | 67        |
| 4 dicembre 1916   | Louis-Ernest Dubois                                                            | Francia            | 67        |
| 4 dicembre 1916   | Tommaso Pio Boggiani                                                           | Italia             | 67        |
| 4 dicembre 1916   | Alessio Ascalesi                                                               | Italia             | 67        |
| 4 dicembre 1916   | Louis-Joseph Maurin                                                            | Francia            | 67        |
| 4 dicembre 1916   | Nicolò Marini                                                                  | Italia             | 67        |
| 4 dicembre 1916   | Oreste Giorgi                                                                  | Italia             | 67        |
| 8 febbraio 1917   | Morte del cardinale Diomede Falconio                                           | Italia             | 66        |
| 9 febbraio 1917   | Morte del cardinale Károly Hornig                                              | Austria-Ungheria   | 65        |
| 12 aprile 1917    | Morte del cardinale Franziskus von Bettinger                                   | Germania           | 64        |
| 5 marzo 1918      | Morte del cardinale Domenico Serafini                                          | Italia             | 63        |
| 4 luglio 1918     | Morte del cardinale Sebastiano Martinelli                                      | Italia             | 62        |
| 17 settembre 1918 | Morte del cardinale John Murphy Farley                                         | Stati Uniti        | 61        |
| 11 dicembre 1918  | Morte del cardinale Giulio Tonti                                               | Italia             | 60        |
| 23 marzo 1919     | Morte del cardinale Francesco di Paola Cassetta                                | Italia             | 59        |
| 11 novembre 1919  | Morte del cardinale Felix von Hartmann                                         | Germania           | 58        |
| 15 dicembre 1919  | Concistoro per la creazione di 6 cardinali e pubblicazione di 1 in pectore:    | Città del Vaticano | 65        |
| 15 dicembre 1919  | Adolf Bertram                                                                  | Germania           | 65        |
| 15 dicembre 1919  | Filippo Camassei                                                               | Italia             | 65        |
| 15 dicembre 1919  | Augusto Silj                                                                   | Italia             | 65        |
| 15 dicembre 1919  | Juan Soldevilla y Romero                                                       | Spagna             | 65        |
| 15 dicembre 1919  | Teodoro Valfrè di Bonzo                                                        | Italia             | 65        |
| 15 dicembre 1919  | Aleksander Kakowski                                                            | Polonia            | 65        |
| 15 dicembre 1919  | Edmund Dalbor                                                                  | Polonia            | 65        |
| 17 dicembre 1919  | Morte del cardinale José María Cos y Macho                                     | Spagna             | 64        |
| 11 febbraio 1920  | Morte del cardinale Aristide Rinaldini                                         | Italia             | 63        |
| 18 marzo 1920     | Morte del cardinale Filippo Giustini                                           | Italia             | 62        |
| 15 maggio 1920    | Morte del cardinale Giulio Boschi                                              | Italia             | 61        |
| 29 agosto 1920    | Morte del cardinale Léon-Adolphe Amette                                        | Francia            | 60        |
| 2 settembre 1920  | Morte del cardinale Victoriano Guisasola y Menéndez                            | Spagna             | 59        |
| 7 dicembre 1920   | Morte del cardinale José Sebastião d'Almeida Neto                              | Portogallo         | 58        |
| 18 gennaio 1921   | Morte del cardinale Filippo Camassei                                           | Italia             | 57        |
| 2 febbraio 1921   | Morte del cardinale Andrea Carlo Ferrari                                       | Italia             | 56        |
| 7 marzo 1921      | Concistoro per la creazione di 6 cardinali:                                    | Città del Vaticano | 62        |
| 7 marzo 1921      | Francesco Ragonesi                                                             | Italia             | 62        |
| 7 marzo 1921      | Michael von Faulhaber                                                          | Germania           | 62        |
| 7 marzo 1921      | Dennis Joseph Dougherty                                                        | Stati Uniti        | 62        |
| 7 marzo 1921      | Juan Benlloch y Vivó                                                           | Spagna             | 62        |
| 7 marzo 1921      | Francisco de Asís Vidal y Barraquer                                            | Spagna             | 62        |
| 7 marzo 1921      | Karl Joseph Schulte                                                            | Germania           | 62        |
| 24 marzo 1921     | Morte del cardinale James Gibbons                                              | Stati Uniti        | 61        |
| 13 giugno 1921    | Concistoro per la creazione di 3 cardinali:                                    | Città del Vaticano | 64        |
| 13 giugno 1921    | Giovanni Tacci Porcelli                                                        | Italia             | 64        |
| 13 giugno 1921    | Achille Ratti (futuro papa Pio XI)                                             | Italia             | 64        |
| 13 giugno 1921    | Camillo Laurenti                                                               | Italia             | 64        |
| 24 agosto 1921    | Morte del cardinale Giorgio Gusmini                                            | Italia             | 63        |
| 22 settembre 1921 | Morte del cardinale Auguste-René-Marie Dubourg                                 | Francia            | 62        |
| 21 dicembre 1921  | Morte del cardinale François-Marie-Anatole de Rovérié de Cabrières             | Francia            | 61        |
| 22 gennaio 1922   | Morte di papa Benedetto XV                                                     | Città del Vaticano | 61        |
| 22 gennaio 1922   | Morte del cardinale Enrique Almaraz y Santos                                   | Spagna             | 60        |
| 2 febbraio 1922   | Apertura del conclave                                                          | Città del Vaticano | 60        |
| 6 febbraio 1922   | Elezione papale del cardinale Achille Ratti con il nome di Pio XI              | Città del Vaticano | 59        |